# Skansen, Södra Ed
Skansen i Södra Ed är belägen i Säffle kommun, Värmlands län. Skansen byggdes 1788 i samband krigsoroligheterna som rådde i Sverige på grund av kung Gustav III:s krig med Ryssland.

## Historia
I en avskrift av artikeln När Säfflebygden väntade krig publicerad av Säffle tidning, i samband med 150-årsminnet av kriget år 1788, skriver Kila Hembygdsförening BK att år 1788 var en orolig tid eftersom den svenske kungen, Gustaf III förde krig med Ryssland. Samtidigt som det rådde oroligheter på Sveriges östfront planerade Danmark, som var allierade med Ryssland, ett anfall. Under den kommande perioden var Sverige i ett tvåfrontskrig med Ryssland i öst och Danmark i väst. Sverige var under denna period inte utrustat för att stå emot ett anfall på västfronten. Men på kungens beordran plockade man ihop 600 män som kunde försvara västra Sverige.

## Skansen i Södra Ed anläggs
Efter ett nederlag vid Kvistrum började rykten om fiendens närmanden att spridas och under en period var de så nära som 5 mil bort och på väg mot grannstaden Åmål. Kapten v. Rappholt fick befäl över trupper som skulle bege sig till Södra Ed där en skans skulle anläggas. Anledningarna till att skansen anlades just i Södra Ed var strategiska, i och med att Åmål angripits låg Säffle nära till hands. Platsen var även upphöjd vilket gav kapten v. Rappholt och hans kompani övertaget om danskarna skulle komma inom räckhåll. 

## Händelseförlopp (1788)
Enligt Bo Dahls dokumentation Bakgrund till byggandet av Södra Ed förklarade danskarna krig med Sverige den 19/8. Ett par dagar senare, 25/8, fick den Svenska kungen besked om krigsförklaringen och den 31/8 skickades en marschorder till Värmlandsbataljonen där vakter på hundra personer skulle skickas till Eda skans och Åmål. Under perioden 6/9 till 20/9 skedde förflyttningar mellan de olika kompanierna, där exempelvis Jösse kompani 18/9 anlände till Eda skans. Den 23/9 beordrades 50 personer att förstärka varje kompani. Dagen efter 24/9 anföll Danmark Bohuslän-Västergötland, 400 svenska män kapitulerade. Den 2/10 beordrades 2:e majorens kompani till Södra Ed, Kila socken och Näs kompani beordrades att förstärka Säfflebron. De befarade att danskarna skulle närma sig. Inom de kommande dagarna intog danskarna 3/10 Lilla Edet, 5/10 Kungälv och 13/10 marscherade danska trupper mot Åmål. Två dagar senare, den 15/10, ockuperade danskarna Åmål (angränsande stad till Säffle). Under tiden samlades kampanjer i Säffle, Södra Ed och Älvdal och inväntade order.
30/10 befann sig ungefär 170 män ur sekundärmajorens kompani, 66 man ur Nordmarks kompani och 59 man ur Gillbergs lantvärn vid skansen i Södra Ed. Den 1/11 utrymde danskarna Åmål och nådde aldrig skansen i Södra Ed.

## Fornlämning
Säffle tidningen skrev 1988 artikeln 200 år sedan skansen i Södra Ed byggdes att N.G Djurklou hade gjort en skiss av skansen i samband med fornlämningsinventeringar som utfördes i Kila. Ett par år senare menade de att ytterligare en, och mer utförlig, undersökning skedde 1934 av Ingemar Atterman. 
1976 genomfördes en undersökning för att undersöka om det lämnats någon fornlämning efter Skansen, Södra Ed, Kila socken, Värmlands län. Undersökningen samt rapporten dokumenterades av Göran Wettergren men inga fynd noterades under utgrävningen.
Däremot uppgav Wetterberg att fornlämningen, rest efter en skans, bestod av en vinkelbyggd vall. Vallens ena del uppges vara 20 m lång och 2,6 - 4,7 m bred. Den del av vallen som vetter mot norr noteras vara 14,5 m lång och 1,4 -3 m bred och beskrivs bli otydligare och flackare längre norrut.

## Skansen Södra Ed 1978
Wettergren sammanfattande rapporten med att påpeka att stora delar av den ursprungliga skansenanläggningen, på grund av grustäkt, har försvunnit. Endast mindre vallpartier kvarstod vid undersökningen av skansen. Idag finns tre bostadshus på platsen, med adresserna Södra Ed 1, Södra Ed 2 och Södra Ed 3. Ett av husen, Södra Ed 2, byggdes år 1977, året efter undersökningen av fornlämningar 1976 och efter det godkännande som följde med anledning av avsaknaden av fornlämningar.